# Rhaphidostichum elegans
Rhaphidostichum elegans är en bladmossart som beskrevs av H. Robinson 1965. Rhaphidostichum elegans ingår i släktet Rhaphidostichum och familjen Sematophyllaceae. Inga underarter finns listade i Catalogue of Life.